# عقاب خال‌دار هندی
عقاب خال‌دار هندی (نام علمی: Aquila hastata) نام یک گونه از سرده عقاب است.